# NEX

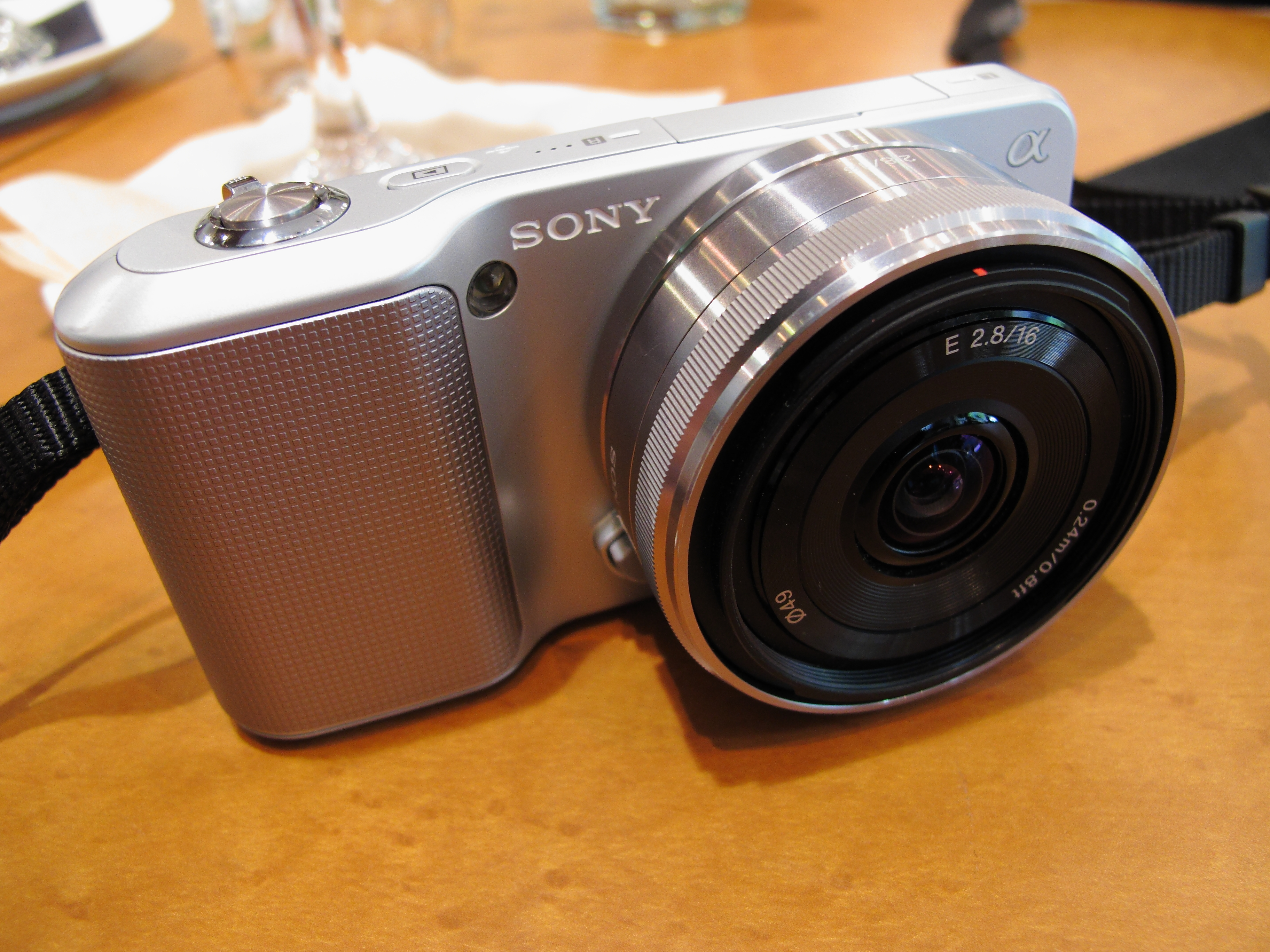
Sony NEX-3

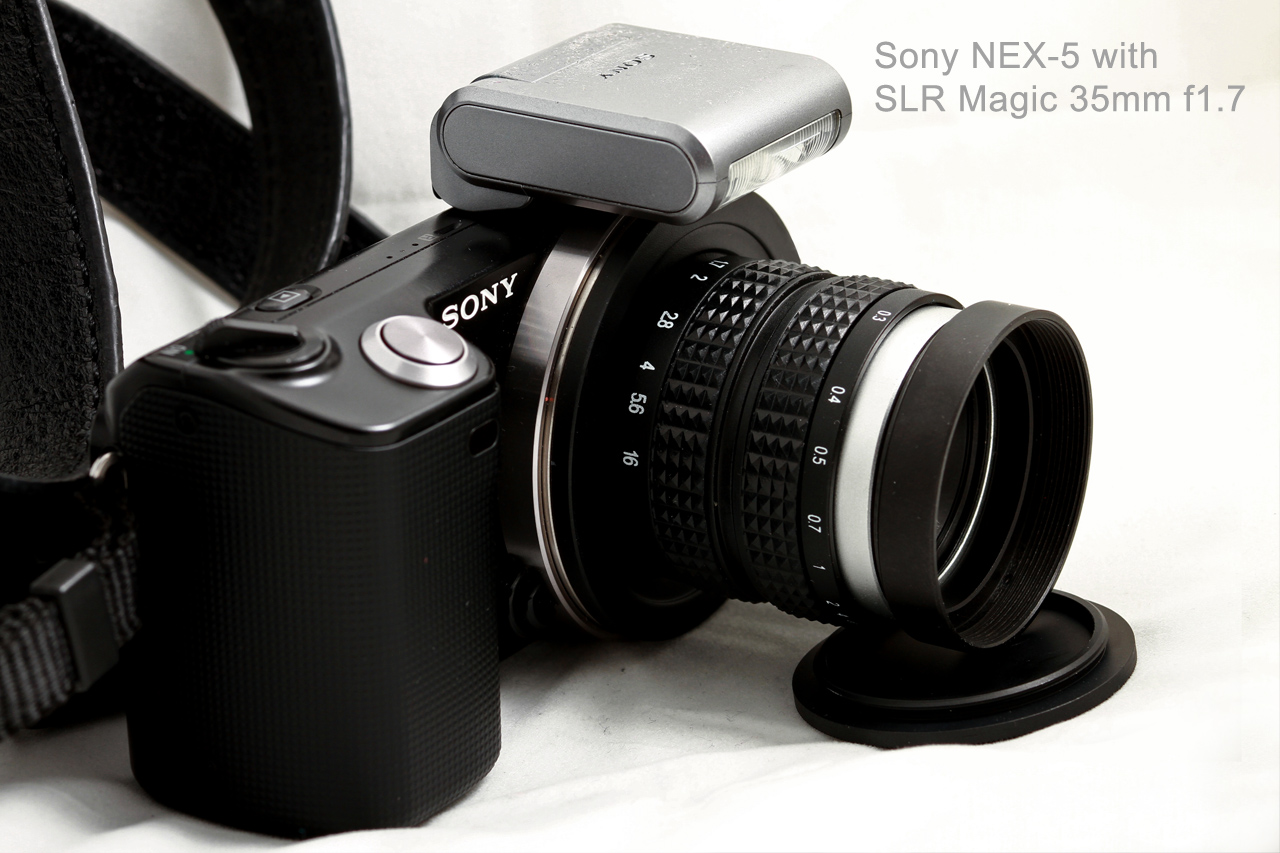
Sony NEX-5

Sony Alfa NEX – system aparatów cyfrowych oparty na konstrukcji małego kompaktowego aparatu oraz kamer wysokiej jakości. Został zaprojektowany i zaprezentowany przez Sony w maju 2010 roku w odpowiedzi na Olympus PEN. Aktualnie wszystkie modele tej linii wyposażone są w matrycę Exmor CMOS o rozmiarze APS-C. System ten korzysta z mocowania bagnetowego Sony E, które zostało stworzone specjalnie dla tego typu aparatów oraz profesjonalnych kamer video.

## Lista modeli aparatów i kamer

### Aparaty
| Model       | Premiera      | Matryca      | Segment              | Status         |
| ----------- | ------------- | ------------ | -------------------- | -------------- |
| Sony NEX-3  | maj 2010      | CMOS 14,2 MP | dla amatorów         | nieprodukowany |
| Sony NEX-5  | maj 2010      | CMOS 14,2 MP | dla amatorów         | nieprodukowany |
| Sony NEX-C3 | sierpień 2011 | CMOS 16,2 MP | dla amatorów         | w produkcji    |
| Sony NEX-5N | sierpień 2011 | CMOS 16,2 MP | dla amatorów         | w produkcji    |
| Sony NEX-7  | sierpień 2011 | CMOS 24,3 MP | dla profesjonalistów | w produkcji    |

### Kamery
| Model                  | Premiera | Matryca | Segment              | Status          |
| ---------------------- | -------- | ------- | -------------------- | --------------- |
| Sony Handycam NEX-VG10 | maj 2010 | CMOS    | dla profesjonalistów | nie produkowany |

## Obiektywy z mocowaniem systemu NEX
| Obiektywy zmiennoogniskowe |          |
| Sony SEL 18-55mm f/3.5-5.6 | maj 2010 |
| Sony SEL 18-200 f/3.5-6.3  | maj 2010 |
| Obiektywy stałoogniskowe   |          |
| Sony SEL 16mm f/2.8        | maj 2010 |

## Dostępne adaptery
Kilka miesięcy po premierze bagnetu Sony NEX oraz mocowania Sony E niezależni producenci rozpoczęli sprzedaż adapterów do obiektywów innych producentów. Poprzez dostępne w sprzedaży adaptery można korzystać z obiektywów posiadających mocowania:
- Bagnet Alpa
- Bagnet C
- Canon EF i Canon EF-S
- Canon FD
- Contax G
- Contarex
- Contax/Yashica bayonet
- Bagnet Exakta
- Leica M
- Leica M39 (LTM/L39)
- Leica R
- M42
- Minolta SR
- Minolta A (Minolta/Konica Minolta AF/Alpha/Dynax/Maxxum i Sony Alfa)
- Nikon F
- Olympus OM
- Olympus Pen F
- Pentax K
- Rollei
- Bagnet T2